# 21 Brygada Artylerii (II RP)
21 Brygada Artylerii (21 BA) – brygada artylerii Wojska Polskiego II RP.

## Historia brygady
Górska Brygada Artylerii była organiczną jednostką artylerii Dywizji Górskiej. Z chwilą przemianowania Dywizji Górskiej na 21 Dywizję Piechoty otrzymała numer „21”.
Pod koniec 1919 roku organizacja Górskiej Brygady Artylerii na froncie przedstawiała się następująco:
- 1 pułk artylerii górskiej w składzie pięciu baterii (bateria 4. była na obszarze kraju),
- 21 pułk artylerii polowej w składzie dwóch baterii,
- III dywizjon 11 pułku artylerii polowej w składzie dwóch baterii,
- dywizjon i 4. bateria 3 pułku artylerii ciężkiej[1].

Na podstawie rozkazu L.26616/Mob. Oddziału I Sztabu Ministerstwa Spraw Wojskowych dowództwu Dywizji Górskiej zostały podporządkowane („w drodze przez Dowództwo pułku i Górskiej Brygady Artylerii”) następujące formacje artylerii podlegające dotychczas wprost dowództwu Okręgu Generalnego Kraków:
- II dywizjon 1 pułku artylerii górskiej (sztab, baterie 4 i 6),
- II dywizjon 21 pułku artylerii polowej (sztab, baterie 4, 5 i 6),
- III dywizjon 21 pułku artylerii polowej (sztab, bateria 9).

Zgodnie z tym rozkazem, po przybyciu na teren Dowództwa Okręgu Generalnego Kraków, dowództwu Dywizji Górskiej podlegać miały również 7 i 8 bateria 21 pułku artylerii polowej oraz I dywizjon 21 pułku artylerii ciężkiej (sztab, baterie 1, 2 i 3).

## Dowódcy brygady
- płk art. Franciszek Meraviglia-Crivelli (od 1 III 1921)